# Waldemar Voisé
Waldemar Voisé (ur. 18 lipca 1920 we Lwowie, zm. 11 listopada 1995 w Warszawie) — polski historyk nauki i kultury, filozof, prawnik, muzykolog, poliglota.

## Życiorys
Urodził się 18 lipca 1920 we Lwowie, tam pobierał pierwsze nauki oraz rozpoczął studia w 1939 na wydziale prawa Uniwersytetu Jana Kazimierza. W czasie okupacji brał udział w tajnych studiach, pracował jako robotnik w piekarni oraz był "karmicielem wszy" w Instytucie Biologicznym.
Po wojnie w 1945 został asystentem w Krakowie i w następnym roku uzyskał doktorat z historii nauk politycznych. Od 1945 do 1950 był adiunktem na Uniwersytecie Mikołaja Kopernika w Toruniu. Równocześnie studiował filozofię otrzymując dyplom w 1950. Również studiował muzykologię w Poznaniu. Stypendysta w 1959 Ecole des Hautes Etudes w Paryżu.
Był wśród organizatorów Zakładu Historii Nauki PAN w Warszawie, przekształconej następnie w Instytut Historii Nauki.
Był współzałożycielem a następnie sekretarzem naukowym "Kwartalnika Historii Nauki i Techniki", jak również redaktorem naczelnym "Studiów i Materiałów z Dziejów Nauki Polskiej".
W 1972 został profesorem zwyczajnym. Wykładał na uniwersytecie w Warszawie, Toruniu i Wrocławiu: historię filozofii, logikę oraz historię nauk społecznych.
Żonaty z Zofią Bilczyńską, miał dwóch synów: Roberta i Krzysztofa. Zmarł 11 listopada 1995 w Warszawie.

## Wybrane publikacje
- Jan Ostroróg – wybitny pisarz polityczny polskiego Odrodzenia (Wwa 1954);

- Frycza Modrzewskiego nauka o państwie i prawie (Wwa 1956);
- Początki nowożytnych nauk społecznych. Epoka Renesansu, jej narodziny i schyłek (Wwa 1962);

- Myśliciele i praktycy (Wwa 1963);
- Mikołaj Kopernik. Dzieje jednego odkrycia (To 1970, 1973);
- Myśl społeczna siedemnastego wieku (Wwa 1970);
- Nowożytne społeczności uczonych (Wwa 1973);
- Andrzej Frycz Modrzewski 1503–1572 (Wr 1975);
- La rèflexion prèscociologique d’Érasme à Montesquieu (Wr 1977);
- Arystoteles po dwudziestu trzech stuleciach (Meander 24 (1979) nr 3, 635–639);
- Descartes antihistorien (Kwartalnik Historii Nauki i Techniki 24 (1979) nr 3, 635–639);
- Europolonica. La circulation de quelques themes polonais a travwers l’Europè du XIVe au XVIIIe siecle (Wr 1981);
- Po co podróżował Guliwer? (Kwartalnik Historii Nauki i Techniki 27 (1982) nr 1, 169–180);
- Le passé du futur ideal. Les moyens imaginaires (W–wa 1991);
- Le temps (Wr 1993); Pijarski dwugłos o skutecznym sposobie myślenia: Kazimierz Narbutt (1769) i Franciszek Krupiński (1879) odczytani w 1992 roku (w: Wkład pijarów do nauki i kultury w Polsce XVII–XIX wieku, Wwa 1993, 551–561)